# American Gangster (álbum)
American Gangster é o décimo álbum de estúdio do rapper Jay-Z, lançado a 6 de Novembro de 2007.
O nome foi inspirado em um filme com o mesmo nome. O álbum foi produzido por Diddy & The Hitmen, Just Blaze, e The Neptunes, entre outros e conta com a participação especial de Beanie Sigel, Lil Wayne, e de Nas.

## Faixas
1. "Intro" - 2:02
2. "Pray" - 4:25
3. "American Dreamin" (com Marvin Gaye) - 4:49
4. "Hello Brooklyn 2.0" (com Lil Wayne) - 3:57
5. "No Hook" - 3:15
6. "Roc Boys (And the Winner Is...)" - 4:13
7. "Sweet" - 3:27
8. "I Know" (com Pharrell Williams) - 3:44
9. "Party Life" - 4:30
10. "Ignorant Shit" (com Beanie Sigel) - 3:48
11. "Say Hello" - 3:28
12. "Success" (com Nas) - 3:31
13. "Fallin" - 4:07
14. "Blue Magic" (com Pharrell Williams) - 4:11
15. "American Gangster" - 3:41